# 奧西庫瓦捷 (博布里涅茨區)
48°6′46″N 31°56′14″E / 48.11278°N 31.93722°E
奧西庫瓦捷（烏克蘭語：Осикувате），是烏克蘭中部的村莊，隸屬基洛夫格勒州的克羅皮夫尼茨基區。該村面積0.55平方公里，海拔高度200米，2001年人口114，人口密度每平方公里206.9人。